# Aegviidu
Aegviidu (tysk: Charlottenhof) er en flække (estisk: alev) i landskabet Harrien i det nordlige Estland.
Byen har et indbyggertal på 674 (2021) indbyggere. Den ligger i kommunen Anija i amtet Harjumaa.